# Atlas Blue
Atlas Blue — бывшая бюджетная авиакомпания, базировавшаяся в Марракеше, Марокко. Это подразделение авиакомпании Royal Air Maroc выполняло чартерные и регулярные полёты в страны Европы. Базовый аэропорт — Menara International Airport, Марракеш.

## История
Авиакомпания была основана 28 мая 2004 года и начала коммерческие полёты 26 июля того же года чартерными перевозками во Францию, используя единственный Boeing 737—400. Остальные пять самолётов Boeing 737—400 были получены от материнской компании Royal Air Maroc для расширения географии полётов в Бельгию, Германию, Италию и Великобританию.
99,99% акций Atlas Blue принадлежит авиакомпании Royal Air Maroc, остальные 0,01% находятся в собственности частных инвесторов. По данным на март месяц 2007 года в штате перевозчика работало 167 сотрудников.
8A, код авиакомпании от IATA, ранее использовался норвежской авиакомпанией Arctic Air с 2000 до 2004 года; она прекратила свою работу.
С 21 января 2010 веб-сайт авиакомпании Atlas Blue был выведен из сервиса, теперь его функции выполняет сайт материнской компании Royal Air Maroc 

## Пункты назначения
На февраль 2010 года Atlas Blue работал по следующим направлениям (по данным работавшего тогда веб-сайта):

### Африка
- Марокко
  - Агадир — Al Massira Airport основной город
  - Эль-Хосейма — Cherif Al Idrissi Airport
  - Эс-Сувейра — Mogador Airport
  - Фес — Saïss Airport
  - Марракеш — Menara International Airport хаб
  - Надор — Nador International Airport основной город
  - Уарзазате — Ouarzazate Airport
  - Уджда — Ангадс
  - Танжер — Ibn Batouta International Airport вторичный хаб

### Европа
- Бельгия
  - Брюссель — Брюссель основной город
- Германия
  - Дюссельдорф — Дюссельдорф (сезонные рейсы)
  - Франкфурт-на-Майне — Франкфурт
  - Мюнхен — Мюнхен (c 4 апреля 2010)
- Франция
  - Бордо — Bordeaux - Mérignac Airport
  - Лилль — Lesquin Airport
  - Лион — Лионский аэропорт Сент-Экзюпери
  - Марсель — Provence Airport
  - Мец/Нанси — Metz-Nancy-Lorraine Airport (сезонные рейсы)
  - Нант — Atlantique Airport
  - Ницца — Ницца Лазурный берег
  - Париж — Орли
  - Тулуза — Бланьяк
- Италия
  - Милан — Мальпенса
- Нидерланды
  - Амстердам — Схипхол
- Испания
  - Барселона — Барселона
  - Мадрид — Барахас
- Швейцария
  - Женева — Женева
- Великобритания
  - Лондон
    - Хитроу
    - Гатвик

## Флот
На сентябрь 2009 года флот Atlas Blue состоял из следующих судов: